# Emil von Ottenthal

Emil von Ottenthal

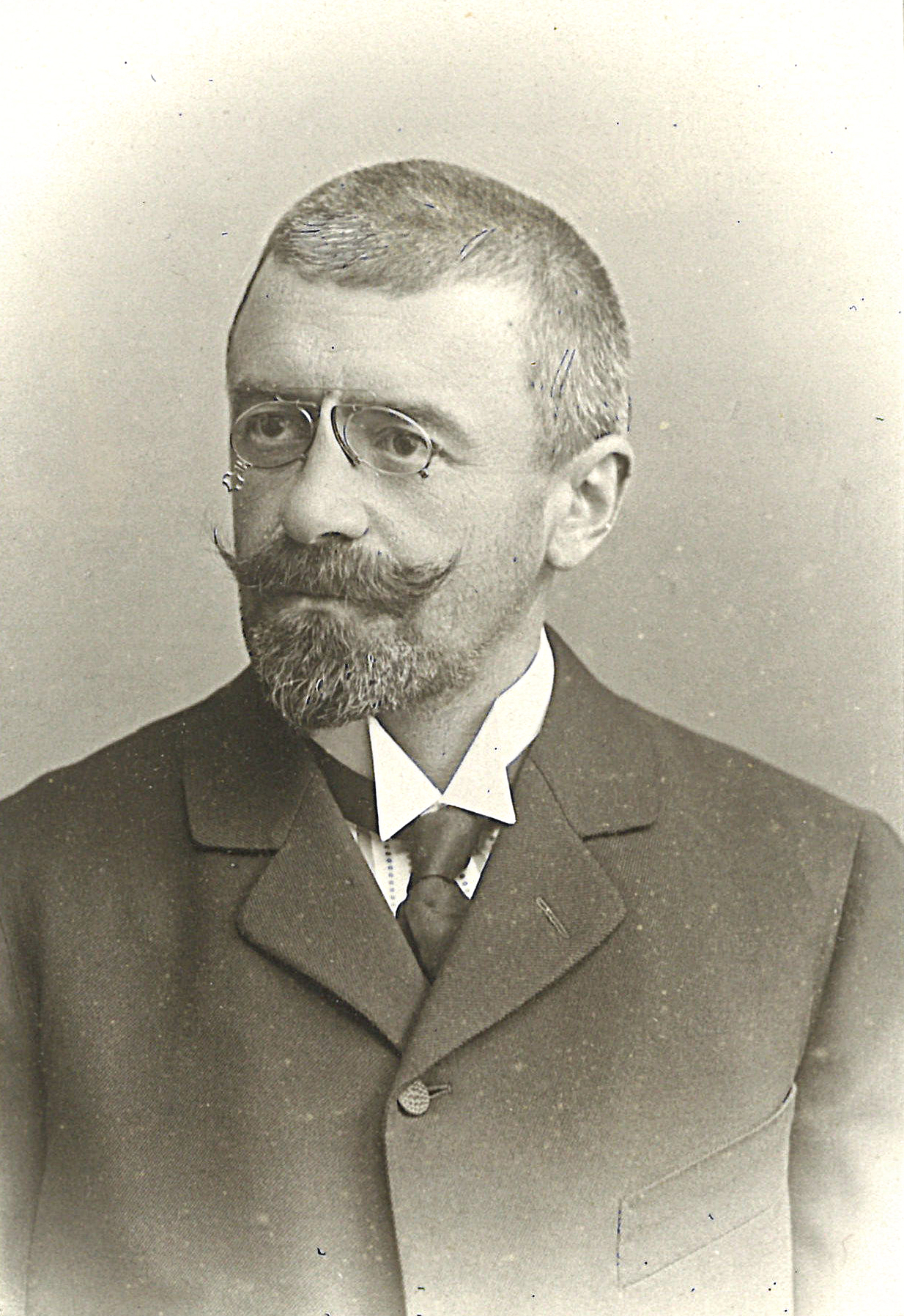
Emil von Ottenthal, fotografiert um die vorletzte Jahrhundertwende für ein Fotoalbum der Universität Innsbruck

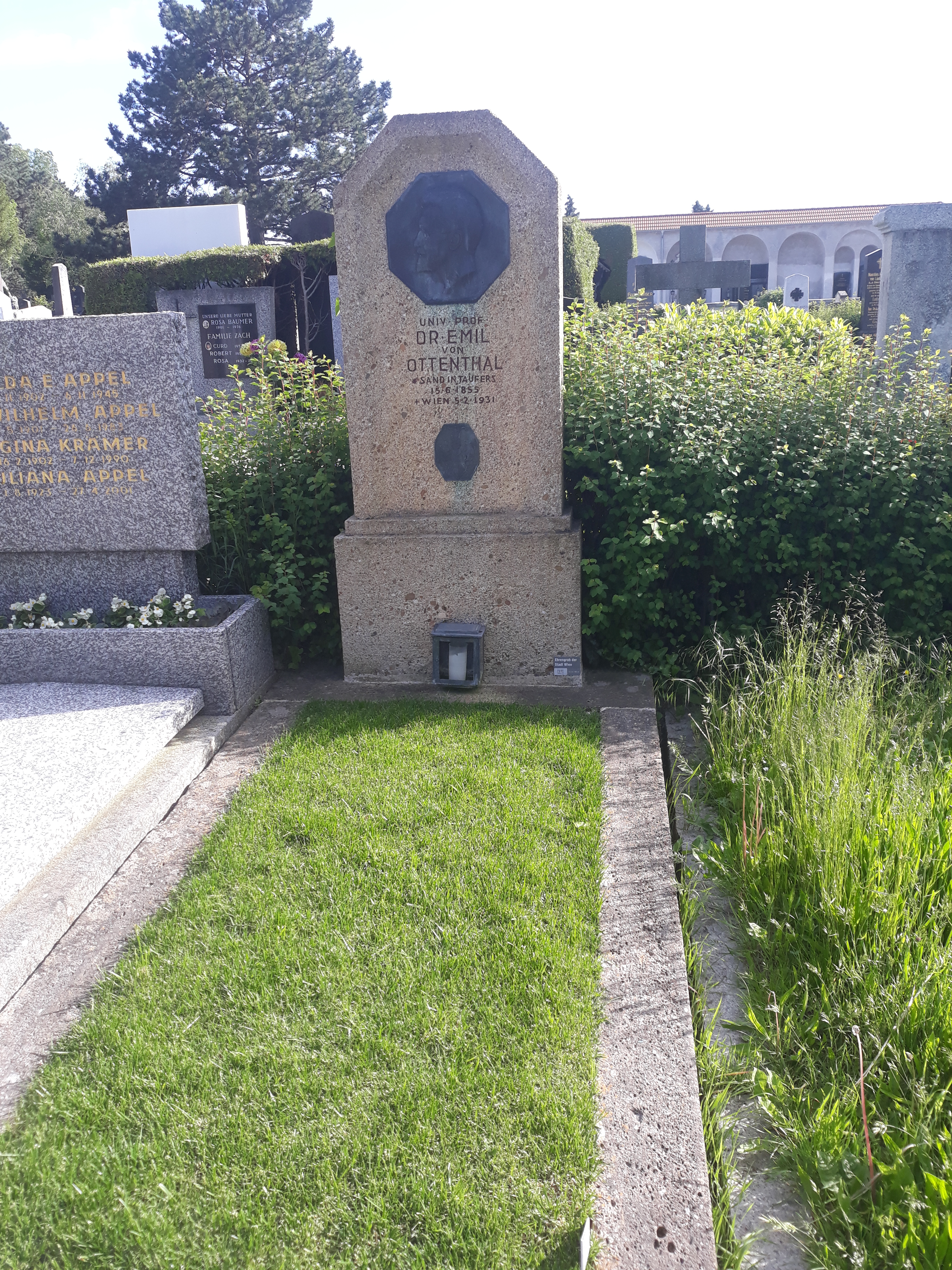
Das Grab von Emil von Ottenthal auf dem Döblinger Friedhof in Wien

Emil von Ottenthal (* 15. Juni 1855 in Sand in Taufers; † 5. Februar 1931 in Wien) war ein österreichischer Historiker und Diplomatiker.

## Leben und Wirken
Der Sohn eines aus einer 1667 nobilitierten Beamtenfamilie stammenden Arztes studierte Geschichte bei Julius von Ficker in Innsbruck und Historische Hilfswissenschaften am Institut für Österreichische Geschichtsforschung in Wien bei Theodor von Sickel (1875–1877). Nach der Promotion an der Universität Innsbruck 1878 war Ottenthal zu Forschungsaufenthalten in Berlin sowie Friaul und Venedig. Seine ersten wissenschaftlichen Veröffentlichungen galten der Geschichte Südtirols. Im Jahr 1880 erfolgte seine Habilitation für Geschichte in Innsbruck mit einer Arbeit über das friaulische Parlament. Anschließend arbeitete er gemeinsam mit Karl Uhlirz an den Urkunden Heinrichs I. und der Ottonen für die Monumenta Germaniae Historica. Dazu hielt er sich 1882/83 am Österreichischen Historischen Institut in Rom auf. Mit Oswald Redlich gab er in der Zeit von 1888 bis 1912 etwa 8000 Urkundenregesten in vier Bänden der Archivberichte aus Tirol heraus. Die Veröffentlichungen gelten als Pionierarbeit.
Im Jahr 1889 erhielt Ottenthal eine außerordentliche Professur für Geschichte in Innsbruck, ab 1893 eine ordentliche Professur als Nachfolger Fickers. Nach dem Tod von Engelbert Mühlbacher ging er 1904 an die Universität Wien, wo er bis zu seiner Emeritierung 1926 lehrte. Von 1903 bis 1926 hatte Ottenthal zudem die Leitung des Instituts für Österreichische Geschichtsforschung inne. Im Jahr 1904 übernahm er zusätzlich die Leitung der neu eingerichteten III. Diplomata-Abteilung der Monumenta Germaniae Historica (MGH). Diese hatte er bis 1926 inne. Von 1911 bis 1913 war er Vorsitzender des Historikerverbandes. Mit Hans Hirsch erarbeitete er die Ausgabe der Urkunden Lothars III. (1927 veröffentlicht) und der älteren Staufer. Von 1904 bis 1926 war Ottenthal Mitglied der Zentraldirektion der MGH. Außerdem war er von 1904 bis 1929 für die Neubearbeitung der Regesta Imperii verantwortlich und von 1904 bis 1931 Leiter der Kommission für Neuere Geschichte Österreichs. Ottenthal war Mitglied der Akademie der Wissenschaften in Wien, München und Budapest.
Sein ehrenhalber gewidmetes Grab befindet sich auf dem Döblinger Friedhof (Gruppe 2, Reihe 4, Nummer 3). Im Jahr 1932 wurde in Wien-Favoriten (10. Bezirk) die Emil-Ottenthal-Gasse nach ihm benannt.

## Schriften (Auswahl)
- Johann Friedrich Böhmer, neubearbeitet von Emil von Ottenthal. Mit Ergänzungen von Hans Heinrich Kaminsky: Regesta Imperii II, 1. Die Regesten des Kaiserreiches unter Heinrich I. und Otto I. Hildesheim 1967.
- mit Hans Hirsch: Die Urkunden Lothars III. und der Kaiserin Richenza. 2. Auflage (Fotomechanischer Nachdruck), Berlin 1957.
- Die Regesten des Kaiserreiches unter den Herrschern aus dem sächsischen Hause 919–1024. Innsbruck 1893.
- Die gefälschten Magdeburger Diplome und Melchior Goldast. Wien 1919.
- Das K. K. Institut für österreichische Geschichtsforschung 1854–1904. Wien 1904.
- Regulae cancellariae apostolicae. Die päpstlichen Kanzleiregeln von Johannes XXII. bis Nikolaus V. Innsbruck 1888, Nachdruck: Aalen 1968.